# Radener Runze
Das Naturschutzgebiet Radener Runze liegt im Landkreis Meißen in Sachsen. Es erstreckt sich südöstlich von Raden, einem Ortsteil der Gemeinde Röderaue. Am südwestlichen Rand des Gebietes verläuft die Kreisstraße K 8582, westlich fließt die Große Röder. Südwestlich erstreckt sich das 283 ha große Naturschutzgebiet Röderauwald Zabeltitz.

## Bedeutung
Das 26,7 ha große Gebiet mit der NSG-Nr. D 112 wurde im Jahr 2017 unter Naturschutz gestellt.